# Diario di una squillo perbene
Diario di una squillo perbene (Secret Diary of a Call Girl) è una serie televisiva britannica, basata sul libro Diario intimo di una squillo perbene di Belle DeJoure, trasmessa dal 27 settembre 2007 al 22 marzo 2011 sull'emittente ITV 2. 
In Italia la serie è stata trasmessa dal canale Fox Life dal 1º febbraio 2009 al 29 luglio 2011.

## Trama
Ambientata a Londra, segue Hannah Baxter, una giovane donna che vive una vita segreta come una escort, sotto lo pseudonimo di Belle; focalizzandosi sulla vita professionale e privata e le complicazioni che ne derivano. Tuttavia, riceve aiuto e consigli dal suo migliore amico Ben.

## Episodi
| Stagione         | Episodi | Prima TV originale | Prima TV Italia |
| ---------------- | ------- | ------------------ | --------------- |
| Prima stagione   | 8       | 2007               | 2009            |
| Seconda stagione | 8       | 2008               | 2009            |
| Terza stagione   | 8       | 2010               | 2010            |
| Quarta stagione  | 8       | 2011               | 2011            |

## Personaggi e interpreti
- Hannah Baxter, nota anche con lo pseudonimo di Belle, interpretata da Billie Piper. È l'unica protagonista della serie, incentrata sulle avventure di una "ragazza squillo perbene" d'alto bordo. Professionista, carismatica, emancipata fa il suo lavoro per il piacere di farlo e per i cospicui guadagni che da esso derivano. Per tutta la serie è lei stessa, in prima persona ed in tempo reale, a narrare la vicenda ed a commentarla rivolta alla quarta parete con ironia e partecipazione.
- Ben, interpretato da Iddo Goldberg.
- Stephanie Charlton, interpretata da Cherie Lunghi.
- Gloria White, nota anche con lo pseudonimo di Bambi, interpretata da Ashley Madekwe.
- Alex McLoud, interpretato da Callum Blue.
- Duncan Atwood, interpretato da James D'Arcy.
- Poppy, interpretata da Lily James.
- Charlotte, interpretata da Gemma Chan.
- Harry Keegan, interpretato da Paul Nicholls.
- Byron Seeborm, interpretato da David Dawson.

## Colonna sonora
La colonna sonora è una versione strumentale della canzone: You Know I'm No Good di Amy Winehouse; questa versione appare nei titoli iniziali dove Belle si applica il trucco e si prepara, con intermezzi di immagini panoramiche delle strade di Londra.

## L'autrice del libro
Nel novembre 2009, l'autrice del libro, sino ad allora rimasta anonima, si è rivelata in un'intervista concessa alla giornalista del Sunday Times India Knight; si trattava della ricercatrice scientifica Brooke Magnanti, operante a Bristol nel settore dell'oncologia (neurotossicologia sperimentale ed epidemiologia tumorale), la quale si sarebbe prostituita, secondo le sue dichiarazioni, per circa 14 mesi alla tariffa di 300 sterline l'ora per mantenersi agli studi e poter accedere all'attuale professione.